# Œuvres morales
Les Œuvres morales (en grec ancien Ἠθικὰ / Ethikà, en latin Moralia) sont un ensemble de soixante-dix-huit textes de Plutarque (Ier-IIe siècles) traitant de sujets extrêmement variés, qui peuvent relever de la religion, de l'éthique, la politique, la philosophie, la littérature, l'histoire. Ils s'inscrivent dans des genres littéraires également divers, allant du traité à différentes sortes de dialogues, en passant par des lettres, des réponses à des Questions (zetemata) ou encore des « dits » (apophtegmes).
Cet ensemble constitue un des deux grands pans de l'œuvre de Plutarque, à côté des Vies parallèles, et il a été une source d'inspiration importante à la Renaissance, par exemple pour Érasme et surtout Montaigne, mais il en alla de même pour Shakespeare, Schiller, Rousseau ou encore Frédéric II de Prusse et Napoléon.

## Conception
Les Œuvres morales ne sont pas une seule œuvre conçue par Plutarque comme un ensemble. Ce titre désigne en fait 78 traités (qui nous sont parvenus) composés par Plutarque durant sa vie, qui traitent de nombreux sujets et relèvent de genres littéraires divers.
Ces traités ont été composés par Plutarque pour la plupart entre les années 72 et 126 ap. J.-C. ; il les a écrits en majorité pendant les trente dernières années de sa vie. Plutarque y étale son savoir multiple, touchant de nombreux domaines : il est tour à tour moraliste, psychologue, érudit, philosophe, métaphysicien et théologien. Il serait donc plus pertinent de parler d'Œuvres diverses pour désigner le corpus plutôt que de Moralia, cette appellation ayant été forgée au XIIIe siècle par Maxime Planude, alors même que les traités moralistes ne représentent que le quart des écrits.
L'œuvre est très vaste, se présente sous de multiples formes, souvent comme des réponses et traités dédiés à ses amis. Cependant, le corpus inclut plusieurs travaux inachevés, des prises de notes, des brouillons et des apocryphes, publiés après sa mort. Contrairement aux Vies, les Moralia n'étaient pas destinés à une publication unifiée.
La liste des traités est établie en partie grâce au Catalogue de Lamprias (prénom du grand-père ou du frère ou du fils de Plutarque selon les sources antiques), une liste de 227 écrits attribués à Plutarque, datant du IIIe ou IVe siècle. Ce catalogue, dont l'origine n'est pas claire, est parfois désordonné, avec des doublons, contient des apocryphes et n'est pas exhaustif. En se basant sur les fragments et les citations, les savants décomptent 235 titres de traités avec Plutarque comme nom d'auteur. Comme c'est souvent le cas avec la littérature antique, la majeure partie de ces traités est perdue, et ce qui subsiste doit représenter le tiers des traités du philosophe.

### Histoire éditoriale
Les manuscrits les plus anciens remontent au IXe siècle. La première édition complète est celle de Maxime Planude, moine de Constantinople, à la fin du XIIIe siècle, qui rassembla tous les écrits attribués et les fit copier. Son édition compila 69 puis 77 traités. 
L'édition de référence, imprimée, est celle  d'Henri Estienne en 1572. Estienne modifia l'ordre du corpus de Planude, et publia les traités en grec accompagnés d'une traduction latine de Guilielmus Xylander. Il ajouta, comme pour les écrits de Platon, la pagination de Stephanus : le texte est édité en colonnes numérotées et chaque colonne est divisée en dizaines de lignes, chaque groupe recevant une lettre (a, b, c, d, e) permettant la concordance. Ce découpage en 76 traités complets plus deux fragmentaires, répartis sur quatorze livres, ainsi que les titres donnés aux traités par Estienne, sont depuis utilisés par les savants.

## Traités composant lesŒuvres morales

### Corpus d'Estienne
Les traités sont donnés ici dans l'ordre de l'édition d'Estienne avec la pagination liée, la numérotation dans le corpus de Planude et éventuellement la présence dans le catalogue de Lamprias.
1. De l'éducation des enfants (Περὶ παίδων ἀγωγῆς – De liberis educandis), 1 A – 14 C, Planude no 2, absent du catalogue de Lamprias. C'est le seul traité antique consacré à l'éducation qui fut conservé. Les conditionnements et démonstrations sont maladroitement liés malgré les enseignements décrits de manière précise. La syntaxe, le vocabulaire, les idées contradictoires, le style maladroit et les emprunts sont largement différents de Plutarque, lui refusant l'attribution du traité, même en tant que note ou œuvre de jeunesse. C'est probablement un disciple ayant fait une compilation des idées du philosophe. Ce traité influença bon nombre d'intellectuels comme François Philelphe, Érasme, Montaigne, John Milton, Jean-Jacques Rousseau ou Abel François Villemain[13],[14].
2. Comment lire les poètes (Πῶς δεῖ τὸν νέον ποιημάτων ἀκούειν  - Quomodo adolescens poetas audire debeat), 14 D – 37 B, Planude no 6. C'est une œuvre de jeunesse, un traité pédagogique avec de nombreuses analyses, où il présente la poésie comme une propédeutique à la philosophie, l'influence de Platon est limitée[15],[14].
3. Comment écouter (Περὶ τοῦ ἀκούειν - De recta ratione audiendi), 37 C – 48 D, Planude no 15. Traité pour écouter les philosophes à des conférences, Plutarque citant un grand nombre d'écoles philosophiques, prend la forme d'un manuel de savoir-vivre avec plusieurs conseils pédagogiques, délivrant une morale pratique éclectique[16],[14].
4. Moyen de distinguer le flatteur d'avec l'ami (Πῶς ἂν τις διακρίνοιε τὸν κόλακα τοῦ φίλου - Quomodo adulator ab amico internoscatur), 48 D – 74 E, Planude no 7, Lamprias no 89. Dédié à Caius Iulius Antiochus Epiphanes Philopappus. Parle de la flatterie (souvent évoquée dans la philosophie antique) et du franc-parler à la fin, une thématique différente, l'hypothèse formulée serait que ce traité est composé de deux parties de travail qui furent postérieurement réunies[17].
5. Comment s'apercevoir qu'on progresse dans la vertu (Πῶς ἂν τις αἴσθοιτο ἑαυτοῦ προκόπτοντος ἐπ᾿ ἀρετῇ - Quomodo quis suos in virtute sentiat profectus), 75 A – 86 A, Planude no 3. Dédié à Quintus Sosius Senecio. Pamphlet contre les stoïciens qui ne sont pas nommés, avec un ton désinvolte et s'oppose à leur thèse sur l'absence de degré entre le bien et le mal. Il est plutôt proche de Comment écouter[14].
6. Comment tirer profit de ses ennemis (Πῶς ἂν τις ὑπ᾿ ἐχθρῶν ὠφελοῖτο - De capienda ex inimicis utilitate), 86 B – 92 F, Planude no 5, Lamprias no 130. Œuvre philosophique à tendance morale pratique. Conseil politique sous forme de lettres adressées à Cornelius Pulcher. Le traité est plutôt proche des Préceptes de gouvernement. Plutarque répète beaucoup en dépit de sa promesse mais les conseils sont globalement humanistes et philanthropes[18].
7. De la pluralité d'amis (Περὶ πολυφιλίας - De amicorum multitudine), 93 A – 97 B, Planude no 16, absent du catalogue de Lamprias. Œuvre philosophique de morale pratique, destinée peut-être à une lecture publique, prône la limite du nombre d'amis. Ce développement est trop marqué de manière péjorative, ce qui semble être seulement une partie de l'enquête sur l'amitié. Plutarque avait écrit au moins quatre traités spécifiques sur l'amitié, perdus[19].
8. De la fortune (Περὶ τύχης - De fortuna), 97 C – 100 A, Planude no 18, absent du catalogue de Lamprias. C'est une œuvre philosophique à caractère rhétorique, à l'état fragmentaire ou d'ébauche. Plutarque utilise ici les exemples d'Alexandre, de Pâris et de plusieurs idées stoïciennes pour minimiser la chance et faire l'éloge de l'intelligence[20],[note 2],[14].
9. De la vertu et du vice (Περὶ ἀρετῆς καὶ κακίας - De virtute et vitio), 100 B – 101 D, Planude no 1, absent du catalogue de Lamprias. C'est une œuvre philosophique de morale pratique, très brève mais pourtant reconnue comme bien rythmée et policée à l'extrême. C'est probablement un mémoire personnel à développer ou un fragment d'une anthologie[note 2].
10. Consolation à Apollonios (Παραμυθητικὸς πρὸς Ἀπολλώνιον - Consolatio ad Apollonium), Planude no 22, absent du catalogue de Lamprias. La consolation au sens large n'est pas liée à une occasion particulière. Ici, Apollonios a perdu son fils. La question de l'authenticité a longtemps divisé en raison d'opinions contraires par rapport aux autres œuvres de Plutarque. Cela semble être un exercice de rhétorique, mais qui inclut de nombreuses maladresses et fait penser à un brouillon à l'image du traité De la tranquillité de l'âme[21]
11. Préceptes de santé (Ὑγιεινὰ παραγγέλματα - De tuenda sanitate praecepta), Planude no 29, Lamprias no 94. Le traité aborde la médecine, comme dans les Propos de tables, avec une grande partie sur la morale. Plutarque aborde comme sujets le souffle de Diogène d'Apollonie, les quatre humeurs hippocratiques et le régime[22].
12. Préceptes de mariage (Γαμικὰ παραγγέλματα - Coniugalia praecepta), Planude no 34, Lamprias no 115. Œuvre de morale pratique, dédiée à ses élèves Pollianos et Eurydice, étant une célébration du devoir conjugal, reconnu comme précurseur face à la condition de la femme dans l'Antiquité[23].
13. Le Banquet des sept sages (Ἑπτά σοφῶν συμπόσιον - Septem sapientium convivium), Planude no 31, absent du catalogue de Lamprias. Dialogue entre 17 personnages, la liste des sept sages inclut souvent des variations. Traité désordonné, pourtant œuvre de maturité, le schéma reprend beaucoup d'idées platoniciennes, et en attribue aux sages, ce qui est anachronique. L'authenticité fut contestée en raison du style différent ainsi que du témoignage de Stobée qui devait parler d'un autre traité[24].
14. De la superstition (Περὶ δεισιδαιμονίας - De superstitione) , Planude no 21, Lamprias no 155. Traité théologique de jeunesse (entre 70 et 80) avec un aspect rhétorique combinant exemples et humour, Plutarque prônant la piété et condamnant la superstition, mais en étant indulgent avec l'athéisme, étant alors sous l'influence d'Épicure. Sa position évolua dans les traités Isis et Osiris et Sur la Doctrine d'Épicure, même si elle est ambiguë[25].
15. Apophtegmes de rois et de généraux (Βασιλέων ἀποφθέγματα καὶ στρατηγών - Regum et imperatorem apophthegmata), 172 B – 208 A, Planude no 59, Lamprias no 108 et éventuellement un doublet au Lamprias no 125. Compilation et recueil d'apophtegmes ou d'anecdotes, dédié à Trajan. L'ensemble est organisé, les héros sont regroupés par nation puis par ordre chronologique : Perses, Égyptiens, Thraces et Scythes, tyrans de Syracuse, Macédoniens, Grecs, Athéniens, Spartiates, Thébains et Romains. Comme dans ses Vies, Plutarque considère que le caractère des hommes, les petits faits et les apophtegmes sont plus révélateurs de la personnalité étudiée. Le caractère particulier de cet écrit a vu des soupçons d'inauthenticité vite démentis. C'est peut être un bréviaire ou compendium. Beaucoup de ces anecdotes sont dans les Vies que Plutarque a transcrites mais parfois sans cohérence initiale. Cette compilation est utilisée notamment par Claude Élien et Stobée[26].
16. Apophtegmes laconiens (Ἀποφθέγματα Λακωνικά - Apophthegmata Laconica), 208 A – 242 D, Planude no 60, Lamprias no 169. Compilation des apophtegmes Laconiens, soit Sparte. Moins homogène que le précédent mais classé par ordre : les héros, les anonymes, les usages et institutions et enfin les femmes. Tous les apophtegmes sur les Lacédémoniens du traité précédent sont présents ici. Il en cite plusieurs mais même si pour certaines, elles sont souvent inauthentiques. Les anecdotes les plus longues concernent Cléomène, Lysandre, Lycurgue et Léonidas qui ont probablement eu droit à une biographie. Celle de Lycurgue fut conservée, les apophtegmes sont transcrits dans l'ordre de la biographie, ce qui fait penser que cette compilation devait être un brouillon pour ses Vies, les anecdotes sont transcrites mais enrichies, prises dans ses papiers et publiés après sa mort[27].
17. Conduites méritoires de femmes (Γυναικῶν ἀρεταί - Mulierum virtutes), 242 E – 263 C, Planude no 33, Lamprias no 126. Adressé comme une consolation à une certaine Cléa, la même que Isis et Osiris. Compilation de 27 histoires sur le comportement remarquable des femmes avec des exploits divers, dans les principaux champs de l'activité humaine, avec la vertu. Ces récits sont parfois historiques ou mythiques, dans un large panorama géographique. G. Wagner fit un classement en quatre thèmes : étiologique, légendaire, rationaliste et romanesque. Les histoires ne se suivent pas logiquement, le style fait penser à des prises de notes et les titres ne sont pas authentiques. Les sources et recompositions furent très variées. Plutarque avait déjà réhabilité la femme et ce catalogue n'est pas une exception dans l'Antiquité[note 3]. 19 histoires ont inspiré Polyen pour ses Strategemata[note 4],[28]
18. Étiologies romaines (Αἴτια Ῥωμαϊκά - Quaestiones Romanae) et Étiologies grecques (Αἴτια Ἑλληνικά - Quaestiones Graecae), 263 E – 291 C / 291 D – 304 F, Planude no 62, respectivement Lamprias no 138 et no 166. Le titre du manuscrit donne Index des chapitres, le titre fut reconstitué à partir des autres écrits de Plutarque. Il s'agit de réponses à des questions diverses ainsi que de curiosités. Le sujet est davantage ethnographique et concerne la vie sociale, avec un classement par thématique. Les sources sont plutôt variées. Plutarque avait également écrit un recueil sur des Questions Barbares, perdu[29]. Cependant, s'il y a 113 fiches pour les questions romaines, elles se limitent à 59 pour les questions grecques, plutôt rédigées de manière rapide, presque inachevées, c'est plus un ensemble de notes ou de documentation à réécrire qui devait être à terme publié[30].
19. Parallèles mineurs (Συναγωγὴ ἱστοριῶν παραλλήλων Ἑλληνικῶν καὶ Ρωμαϊκῶν - Parallela minora), 305 A – 316 B, Planude no 61, Lamprias no 128. Également nommé Collection d'Histoires parallèles grecques et romaines. La qualité médiocre du style interdit l'attribution à Plutarque, mais les proximités avec les Vies parallèles indiquent qu'il provient d'un milieu proche, son secrétariat ou l'académie de Chéronée. Compilation de 41 paires de récits qui se ressemblent, dans des circonstances exceptionnelles ou inhabituelles, à l'époque romaine (la chronologie est imprécise). Les récits concernant l'Italie et Rome sont des inventions, les sources sont variées mais posent questions[note 5]. 14 concernent des femmes, le reste des guerriers, pères, chefs d'État, tous de noble ascendance. La mort est souvent le centre de l'action. Le préambule donne le rapport sur la croyance, l'histoire et la crédulité. Le style médiocre et l'absence de plan font penser que c'est un brouillon, le recueil devait être néanmoins rendu public mais pas achevé en l'état. Il est plausible que l'auteur ait également écrit le De Fluviis[31].
20. La fortune des Romains (Περὶ τῆς Ῥωμαίων τύχης - De fortuna Romanorum), 316 C – 326 C, Planude no 56. Ouvrage de rhétorique et d'éloquence très marqué où les allégories Fortune et Vertu se disputent la création de l'empire romain, débat qui porte également sur la stabilité avec la Pax Romana. Le texte s'achève subitement, ce qui fait penser à une lacune ou une fin que Plutarque n'a pas écrite[32].
21. La fortune ou la vertu d'Alexandre (Περὶ τῆς Ἀλεξάνδρου τύχης ἢ ἀρετῆς - De Alexandri magni fortuna aut virtute), 326 D – 345 B, Planude no 57 ab, est présent dans le catalogue de Lamprias avec deux titres différents au no 176 et no 186. Ce traité est composé de deux discours sur Fortuna et Vertu, qui peuvent être combinés, car mutilés et inachevés. Le premier discours vante souvent Alexandre le Grand, le second est une comparaison artistique et prolonge le premier discours, discutant de la vertu face à ses conquêtes, de son universalisme et de la protection des arts. C'est peut-être une réponse face à des critiques L'authenticité fut quelquefois contestée en voyant les détails qui diffèrent par rapport à la biographie d'Alexandre dans les Vies parallèles[33].
22. La gloire des Athéniens (Πότερον Ἀθηναῖοι κατὰ πόλεμον ἢ κατὰ σοφίαν ἐνδοξότεροι - De gloria Atheniensium), 345 B - 351 B, Planude no 27. Il fut transmis sous le titre Les Athéniens se sont-ils davantage illustrés par la guerre ou par l'art ? Ce texte est fragmentaire et devait être une déclamation pour la lecture publique. Plutarque fait des comparaisons avec l'art, la peinture, l'historiographie et la poésie mais dévalorise l'art par un rapport réalité-fiction et aux hommes d'action[34].
23. Isis et Osiris[35] (Περί Ίσιδος και Οσίριδος - De Iside et Osiride), 351 C – 384 C, Planude no 32. Diatribe Isiaque, avec une interprétation platonique pour intéresser Cléa, admiratrice du mystère d'Isis à la religion égyptienne. Plutarque est proche des dialogues Delphiques. C'est un plaidoyer, exégèse, avec Osiris qui évoque Dionysos et Hadès, ainsi que des notions de démonologie, dualisme et didactique. Il contient le premier récit suivi et cohérent du mythe d'Osiris. L'une de ses sources est probablement Hérodote. mais on croit qu'il s'est rendu lui-même à Alexandrie pour suivre des cours de médecine. Le traité inclut une part de mystère et un message codé par rapport aux mystères d'Isis[36].
24. Sur l'E de Delphes (Περί τού Εί τού έν Δελφοίς - De E Delphico), 384 C – 394 C, Planude no 68. Ce traité ainsi que les deux suivants dans la classification d'Estienne font partie de l'ensemble des dialogues pythiques, Plutarque les écrivit quand il était prêtre du temple d'Apollon à Delphes, nommé entre 85 et 90 et le resta jusqu'à sa mort vers 120. L'epsilon du titre, en plus d'avoir plusieurs symboliques et étymologies dont les hypothèses sont multiples, est une offrande religieuse, la place d'honneur auprès du Dieu, ici Apollon dont on décrit les caractéristiques et la substance. Prend la forme d'une conversation avec Ammonios, le professeur de Plutarque ainsi que son frère Lamprias avec des thématiques très platoniciennes[37].
25. Sur les oracles de la Pythie (Περί του μη χραν έμμετρα νυν την Πυθίαν - De Pythiae oraculis), 394 D – 409 D, Planude no 72. Le titre grec s'intitule Pourquoi la pythie ne rend plus ses oracles en vers, cependant le titre latin est plus fidèle au traité. Vieille œuvre où on explique que l'évolution du genre littéraire fait que la poésie est dépassée par la prose. Dédié à Sarapion avec une description de la Voie Sacrée[37].
26. Sur la disparition des oracles (Περί των εκλελοιπότων χρηστηρίων - De defectu oraculorum), 409 D – 438 D, Planude no 69. Dialogue apologétique, bilan de recherche sur la divination, accompagné d'une théorie de l'âme, du pneuma ainsi que de la démonologie[37]. C'est dans ce traité que Plutarque relate l'annonce mystérieuse de « la mort du grand Pan »[38].
27. La Vertu peut-elle s'enseigner ? (Εἰ διδακτὸν ἡ ἀρετή - An virtus doceri possit), 439 A – 440 C, Planude no 55. Écrit probablement inachevé, fait plus penser à des ébauches, des réflexions personnelles ou  des notes de lectures. Plutarque s'est inspiré du Clitophon (407 C)[39],[note 2].
28. De la vertu morale (Περί ηθικής αρετής - De virtute morali), 440 D – 452 D, Planude no 52. Réfutation de thèses stoïciennes. Jugement sur les passions entre le rationnel et l'irritation de l'âme. On est très proche d'Aristote.
29. Du contrôle de la colère (Περί αοργησίας - De cohibenda ira), 452 F – 464 D, Planude no 9. Dialogue entre deux disciples de Plutarque, Sylla et Fundanus. Prône la maîtrise de soi, la sérénité, la métriopathie que l'apathie. Plutarque emprunte quelquefois aux stoïciens[40].
30. De la tranquillité de l'âme (Περί ευθυμίας - De tranquillitate animi), 464 E – 477 E, Planude no 11. Ces exhortations selon Plutarque ressemblent plus à des notes de cours. Les thématiques, tel faire face à la réalité hostile, sont inspirées de la sagesse hellénique notamment Panéthios et Démocrite[41].
31. De l'amour fraternel (Περί φιλαδελφίας - De fraterno amore), 478 A – 492 D, Planude no 13. On est proche des Préceptes de mariage et de la Consolations à sa femme. L'éloge est fraternel, proche de l'amitié, prône la fin de querelles, avec un ton proche de la sagesse. La fraternité est une thématique fréquente dans l'Antiquité mais Plutarque est plutôt original. Proche de l'amitié[42].
32. De l'amour de la progéniture (Περί της εις τα έγγονα φιλοστοργίας - De amore prolis), 493 A – 497 E, Planude no 46, absent du catalogue de Lamprias. Texte incomplet et corrompu, l'œuvre est inachevée, quelquefois des méprises qui font penser que le traité fut corrigé et modifié après Plutarque. Les thématiques portent sur la comparaison avec les animaux et l'universalité de l'amour[43],[note 2].
33. Si le vice suffit pour rendre l'homme malheureux (Ει αυτάρκης η κακία προς κακοδαιμονίαν - An vitiositas ad infelicitatem sufficiat), 498 A – 500 A, Planude no 45, absent du catalogue de Lamprias. Traité mutilé au début et à la fin, l'absence de point de vue philosophique fait penser que c'est un exercice d'école, un brouillon. Plutarque, inspiré par le stoïcisme, répond par l'affirmative à la question-titre[44],[note 2].
34. Si les affections de l'âme sont plus funestes que celles du corps (Περί του πότερον τα ψυχής ή τα σώματος πάθη χείρονα - Animine an corporis affectiones sint peiores), 500 B – 502 A, Planude no 19, Lamprias no 208. Traité très court, peut-être le début de Si le vice suffit pour rendre l'homme malheureux, qui est mutilé au début. Le traité pose des interrogations sur les maux et la condition humaine à travers la mise en scène d'une plaidoirie[45].
35. Du bavardage (Περί αδολεσχίας - De garrulitate), 502 B – 515 A, Planude no 14. Plutarque assume sa position de conteur, s'assume comme moraliste et moralisateur. Le traité est globalement contre le bavardage, déjà condamné par Hésiode, Platon, Xénophon[46].
36. De la curiosité (Περί πολυπραγμοσύνης - De curiositate), 515 B – 523 B, Planude no 10. La curiosité ici évoque surtout l'indiscrétion, qui est condamnée, et prône la lutte contre les passions.
37. De l'amour des richesses (Περί φιλοπλουτίας - De cupiditate divitiarum), 523 C - 528 B, Planude no 17, Lamprias no 211. Œuvre philosophique de morale pratique. C'est un lieu commun de la philosophie de considérer que les richesses sont des faux biens. La cupidité est aussi condamnée. L'arrêt brutal et le traitement incomplet font penser que l'écrit est inachevé, pris dans les papiers de Plutarque[47].
38. De la fausse honte (Περί δυσωπίας - De vitioso pudore), 528 C – 536 D, Planude no 12, Lamprias no 96. Œuvre philosophique de morale pratique, unique traité antique abordant le thème. L'influence est stoïcienne, avec une méthode pédagogique.
39. De l'envie et de la haine (Περί φθόνου και μίσους - De invidia et odio), 536 E – 538 E, Planude no 47, absent du catalogue de Lamprias. Œuvre philosophique de morale pratique. Très bref, le début et la fin sont très abrupts, il est fort probable que ce soit un brouillon. Le titre n'est pas tout à fait représentatif du traité, seule l'envie est abordée[48],[note 2].
40. Comment se louer soi-même sans exciter l'envie (Περί του εαυτόν επαινείν ανεπιφθόνως - De laude ipsius), 539 A – 547 F, Planude no 8, Lamprias no 85. C'est une œuvre philosophique morale à but pratique. Le souci de perfectionnement moral chez Plutarque ici montre une tendance moralisatrice très prononcée[49].
41. Sur les délais de la justice divine (Περί των υπό του θείου βραδέως τιμωρουμένων - De sera numinis vindicta), 548 A – 568 A, Planude no 4. Dialogue abordant la théologie, la descente aux Enfers, la providence et la métempsychose[14].
42. Du destin (Περί ειμαρμένης - De fato), 568 B - 574 F, Planude no 37. Le catalogue de Lamprias no 58 annonce un traité du même titre, en deux livres, dont nous n'avons ici que le premier, vu les allusions à un traitement ultérieur. L'authenticité est largement contestée pour plusieurs raisons : le vocabulaire est bien différent de celui qu'utilise Plutarque, l'auteur évoque une « répugnance à écrire », ne cite jamais des poètes ou des auteurs, les plans pour l'argumentation et la récapitulation sont plus proches d'Aristote et l'ouvrage est dédié à Pison, probablement Calpurnius Piso, consul en 175. L'auteur est un platonicien qui discute du destin transcendant et de la providence, synthétisant le moyen platonisme proche de Plutarque, contre le déterminisme stoïcien[50],[14].
43. Le Démon de Socrate (Περί του Σωκράτους δαιμονίου - De genio Socratis), 575 A - 598 F, Planude no 75. Discussion autour de la libération de Thèbes de Sparte grâce à une conjuration de Pélopidas en -379. Le récit est ici plus ample que lors de la biographie de Pélopidas dans les Vies parallèles. La source de Plutarque est d'origine thébaine, la même que Cornélius Népos. Le traité porte sur la démonologie, le démon de Socrate peut-être une voix intérieure ou ses capacités divinatoires, la légende étant d'origine pythagoricienne et évoque l'oracle Trophonios[51],[14].
44. De l'exil (Περὶ φυγῆς - De exilio), 599 A – 607 F, Planude no 24. Lettre à un homme exilé de Sardes, peut-être Ménémachos à qui les Préceptes politiques sont dédiés. L'allure est rhétorique, avec des exhortations, la consolation ainsi qu'une grande abondance de topiques. L'optimisme de Plutarque est aussi anti-cynique.
45. Consolation à sa femme (Παραμυθητικός προς την γυναίκα - Consolatio ad uxorem), 608 B – 612 B, Planude no 23. Consolation à sa femme Timoxèna ayant perdu sa fille en bas âge. Ce genre pratiqué dans l'Antiquité porte sur la considération sur les malheurs avec une technique plutôt sophistique[52].
46. Propos de table (Συμποσιακά - Quaestiones convivales), Planude no 78, absent du catalogue de Lamprias à moins que ce soit le no 125. C'est un recueil en neuf livres de questions sur divers sujets avec plusieurs réponses, à l'image des Problèmes apocryphes d'Aristote, d'Aristoxène de Tarente, Persée le Stoïcien et Didyme Chalcentère. Le traité est dédié à Sénécion. Les conversations de tables sont proches du banquet, avec un usage rhétorique, c'est une œuvre de maturité. Les notes et questions sont irrégulièrement abordées, avec moult citations et répétitions. Ce sont probablement des développements sur ses notes et lectures, à usage privé[53].
47. Dialogue sur l'amour (Έρωτικός - Amatorius ou Eroticos), 748 E – 771 C, Planude no 70. La structure est proche de Sur les oracles de la pythie. C'est une conversation sur l'amour avec plusieurs interlocuteurs, même s'il y a une lacune importante en milieu d'ouvrage, dont les principales thématiques sont l'exaltation de l'amour conjugal, surtout celui des femmes et l'apologie du dieu Éros. Platon est ici la principale source de Plutarque qui utilise plusieurs exemples romanesques, inspirés de Ménandre[54],[14],[55].
48. Histoires d'amour (Ερωτικαί διηγήσεις - Amatoriae narrationes), 771 E – 775 E, Planude no 49, Lamprias no 222. Les nombreuses erreurs de style, décrit comme médiocre, interdisent l'attribution à Plutarque. C'est l'un des seuls recueils d'histoires d'amour parvenu avec Parthénios de Nicée (celui de Conon est perdu). Les ouvrages analogues avaient bien plus d'histoires contrairement au traité attribué à Plutarque, cela ainsi que de nombreux indices montrent que ce qui nous est parvenu est très fragmentaire. Les cinq récits sont marqués par un caractère étiologique édifiant, avec la présence de la justice divine. Les histoires concernées prennent place en Béotie et à Sparte[56].
49. Le philosophe doit surtout s'entretenir avec les grands (Περί του ότι μάλιστα τοις ηγεμόσιν δει τον φιλόσοφον διαλέγεσθαι - Maxime cum principibus philosopho esse disserendum), 776 A – 779 C, Planude no 28, absent du catalogue de Lamprias. Traité mutilé, sans conclusion. Souvent décousu dans le développement, un accident de copie provoqua des lacunes. Plutarque défend l'harmonie, l'amitié et que le commerce des philosophes avec les hauts personnages (magistrats, souverains) est un bienfait pour la communauté. Depuis Platon, les platoniciens sont plus à la recherche de la jonction entre la philosophie et le pouvoir pour aménager la société[57].
50. À un chef mal éduqué (Προς ηγεμόνα απαίδευτον - Ad principem ineruditum), 779 D – 782 F, Planude no 35, absent du catalogue de Lamprias. Ce traité est fragmentaire, le développement est interrompu, bien qu'on ne sait pas si c'est dans le cadre d'une lettre ou une conférence. Plutarque indique que le souverain ne doit pas être critiqué, mais est soumis à la raison et à l'honneur, critique les souverains qui se divinisent. C'est un éloge de la philosophie pour le souverain sage, précepte également présent dans les Vies de Dion et Brutus. Il a comme idéal Alexandre et Diogène de Sinope. Plutarque fait l'éloge de la monarchie, mais reconnaît que le souverain philosophe est utopique. Plutôt lié au traité Le philosophe doit surtout s'entretenir avec les grands, qui le complète[58].
51. Si la politique est l'affaire des vieillards (Ει πρεσβυτέρω πολιτευτέον - An seni respublica gerenda sit), 783 A – 797 F, Planude no 30. Traité de vieillesse que Plutarque écrit quand il avait au moins 60 ans, adressé à Euphanès, archonte et ami. Plusieurs rapprochements, peut-être une source commune, peuvent être établis avec le Cato Maior de Senectute de Cicéron. Dans ce traité, il encourage les personnes âgées à ne pas abandonner la vie publique, et donne des conseils pour les vieux dans la vie politique, avec citations et apophtegmes. Pour former les jeunes, Plutarque fait l'éloge de la gérontocratie. Le contexte politique était marqué par l'hostilité contre les vieux magistrats. C'est une réponse à des ouvrages qui leur demandaient la retraite, dont nous avons des témoignages mais totalement inconnus[59].
52. Préceptes politiques (Πολιτικά παραγγέλματα - Praecepta gerendae reipublicae), 798 A — 825 F, Planude no 58, Lamprias no 104. Traité volumineux et bien élaboré, dédié à Ménémachos de Sarde (uniquement connu par ce traité, peut être également le Ménéchamos du traité de l'exil). Plusieurs développements parallèles à son œuvre indiquent que le traité fut rédigé probablement entre 96 et 108. Les conseils ou préceptes sont adressés aux notables. Plutarque liste les conseils, face aux ennemis et magistrats, critique l'argent et l'évergétisme, de même que la tyrannie. Du point de vue des idées, on est proche de l'idéal platonicien, il est flexible sur les constitutions mais préfère la monarchie, il vante la liberté politique. La vision historique large fait qu'il applaudit Solon et Lycurgue[60].
53. Sur la monarchie, la démocratie et l'oligarchie (Περί μοναρχίας και δημοκρατίας και ολιγαρχίας - De unius in republica dominatione, populari statu, et paucorum imperio), 826 A – 827 C, Planude no 48. Exposé des constitutions fondamentales et de leurs dérives, soit la monarchie, la démocratie et l'oligarchie. Le thème est scolaire et déjà traité par Platon et Aristote. Le traité défend la conduite politique et la participation publique mais semble davantage une introduction ou un plan de conférence, voir c'est un préambule ou un brouillon, car Plutarque ne délivre que des généralités quand il peut délivrer des conseils pratiques basés sur ses autres traités et son expérience[61],[note 2].
54. Il ne faut pas s'endetter (Περί του μη δειν δανείζεσθαι - De vitando aere alieno), 827 D – 832 A, Planude no 65, Lamprias no 215. Écrit contre l'usure, vante Solon et Cratès, diatribe stôico-cynique mais déjà condamnée par Platon (République, 555e, Lois, 742c) et Aristote (Politique, 1258b)[62].
55. Vie des dix orateurs (Βίοι των δέκα ρητόρων - Vitae decem oratorum), 832 B – 852 E, Planude no 63, Lamprias no 41. Biographies de Antiphon, Andocide, Lysias, Isocrate, Isée, Eschine,Lycurgue, Démosthène, Hypéride, et Dinarque. C'est un traité apocryphe, Plutarque ne le mentionne nulle part et les détails biographiques sont bien différents par rapport au reste de l'œuvre. Les vies sont décousues avec plusieurs rajouts composites. Les sources sont des compilations de seconde main, et doivent probablement être Denys d'Halicarnasse ou Caecilius de Calé Acté. Photios utilise cet écrit pour la biographie des orateurs dans sa Bibliothèque (codex 259 à 268)[63].
56. Comparaison d'Aristophane et de Ménandre (Συγκρίσεως Αριστοφάνους και Μενάνδρου επιτομή - Comparationis Aristophanis et Menandri compendium), 853 A – 854 D, Planude no 41. Résumé fragmentaire d'un écrit perdu comparant les dramaturges comiques Aristophane et Ménandre[64].
57. De la malignité d'Hérodote (Περί της Ήροδότου κακοηθείας - De malignitate Herodoti), 854 E – 874 C, Planude no 76. Ouvrage critique contre l'impartialité d'Hérodote, ses contre-vérités face à la dévaluation des héros et peuples grecs. Le ton critique surprend de la part de Plutarque au point que l'on contesta l'authenticité du traité, sans succès[65].
58. Opinions des philosophes (Περί των αρεσκόντων φιλοσόφοις φυσικών δογμάτων - De placitis philosophorum), 874 D – 911 C, Planude no 51, Lamprias no 61, le catalogue de Lamprias mentionne des œuvres similaires toutes perdues aux numéros 183, 196 et 218. Également nommé Résumé des opinions des philosophes. Ouvrage doxographe, à la manière de Diogène Laërce et Alcinoos, qui cite un nombre important de présocratiques. Si l'ouvrage est davantage attribué à Plutarque en raison de son prestige, ce n'est pas son œuvre. Le philologue Hermann Diels tenta une reconstitution et suppose qu'il pourrait s'agir d'un résumé des Placita d'Aétius. Cette compilation fut utilisée par le pseudo-Galien, Philon, Athénagoras, Eusèbe, Théodoret, Jean Lydus, Michel Psellos, Jean Tzétzès et Michel Glycas[66],[67].
59. Étiologies naturelles (Αίτια φυσικά - Quaestiones naturales), Planude no 50. Proche des autres étiologies et du genre des Problemata, Plutarque aborde diverses questions sur les sciences naturelles[14].
60. Sur le visage qui est dans la Lune[68] (Περὶ τοῦ ἐμφαινομένου προσώπου τῷ κύκλῳ τῆς σελήνης - De facie in orbe lunae), Planude no 71
61. Sur le premier froid (Περί του πρώτως ψυχρού - De primo frigido), Planude no 53
62. Sur les utilités comparées de l'eau et du feu (Πότερον ύδωρ ή πυρ χρησιμότερον - Aquane an ignis sit utilior), 955 E – 958 E, Planude no 20, Lamprias no 206. Opuscule clairement apocryphe, au style médiocre, proche de la seconde sophistique[14],[69].
63. De l'intelligence des animaux (Πότερα των ζώων φρονιμώτερα, τα χερσαία ή τα ένυδρα - De sollertia animalium), 959 A– 985 C, Planude no 67, Lamprias no 147. Le titre grec est Des animaux terrestres ou aquatiques lesquels sont les plus intelligents. C'est un dialogue qui se passe durant une partie de chasse, et le lendemain dans une école de Chéronée, peut être la maison de Plutarque. Il prend une forme semblable à une joute judiciaire, proche de la paradoxographie, avec une rhétorique philosophique. Les personnages sont également évoqués dans d'autres écrits de Plutarque. Plutarque défend plus l'animal ici que dans Gryllos ou Sur la fortune, il inspira grandement les Caractéristiques des Animaux de Claude Élien. Plutarque avait écrit un traité Sur la chasse, Lamprias no 216[70].
64. Gryllos, ou Les bêtes sont douées de raison (Περί του τα άλογα λόγω χρήσθαι - Bruta animalia ratione uti), Planude no 64
65. Sur la consommation de viande I (Περί σαρκοφαγίας / Λόγος Α´ - De esu carnium). 993 B – 996 C, Planude no 36A, absent du catalogue de Lamprias. Traité défendant le végétarisme, destiné à une lecture publique, œuvre de jeunesse. Il s'agit en fait de deux discours, mutilés et qui souffrirent de nombreuses interpolations[71].
66. Sur la consommation de viande II (Περί σαρκοφαγίας / Λόγος B´  - De esu carnium), Planude no 36B, 996 D – 999 C
67. Questions platoniciennes (Πλατωνικά ζητήματα - Platonicae quaestiones), Planude no 38. Dix questions faisant l'exégèse des dialogues platoniciens et parle de métaphysique, psychologie, épistémologie, physique et language[72].
68. De la naissance de l'âme dans le "Timée" (Περί της εν Τιμαίω ψυχογονίας - De animae procreatione in Timaeo), Planude no 77
69. Épitomé du traité De la naissance de l'âme dans le « Timée » (Επιτομή του περί της εν τω Τιμαίω ψυχογονίας - Epitome libri de animae procreatione in Timaeo), Planude no 42, absent du catalogue de Lamprias. Bien que le titre indique un résumé  ou épitomé du traité précédent dans le corpus d'Estienne, l'auteur copie maladroitement des chapitres et fit des contresens[73].
70. Sur les contradictions stoïciennes (Περί Στωικών εναντιωμάτων - De Stoicorum repugnantiis), 1033 A – 1057 C, Planude no 66, Lamprias no 76. Le catalogue de Lamprias indique plusieurs traités de Plutarque contre les stoïciens et Chrysippe[note 6]. Analyse les incohérences stoïciennes et de leurs pensées, cite abondement Chrysippe. Plutarque a rassemblé et compilé plusieurs écrits de stoïciens par des notes et citations (l'hypothèse que sa source unique serait Clitomaque est rejetée).
71. Synopsis du traité "Que les stoïciens tiennent des propos plus paradoxaux que les poètes" (Ότι παραδοξότερα οι Στωικοί των ποιητών λέγουσιν - Stoicos absurdiora poetis dicere), 1057 C – 1058 E, Planude no 40. Le traité originel est le no 79 au catalogue de Lamprias. Le problème est que les deux traités suivant dans le corpus de Planude (Comparaison d'Aristophane et de Ménandre et De la naissance de l'âme dans le Timée) sont des résumés. Ces derniers ne sont pas de Plutarque, il est référencé à la troisième personne et le style trop différent. Ici, il pourrait s'agir d'un écrit de Plutarque, prit dans ses papiers mais qui n'était pas destiné à la publication. Le traité est plus une vue d'ensemble avec des reproductions d'extraits qu'un résumé. Il compare les sages stoïciens avec Cénée de Pindale, l'Iolaos d'Euripide, Ulysse et Héraclès. Plutarque avait également composé Que les épicuriens tiennent des propos plus paradoxaux que les poètes, Lamprias no 173[74].
72. Sur les notions communes contre les Stoïciens (Περί των κοινών εννοιών προς τους Στωικούς - De communibus notitiis adversus Stoicos), 1058 E – 1086 B, Planude no 74, Lamprias no 77. C'est la seule œuvre dialoguée parvenue de Plutarque, entre Diadouménos et son disciple. C'est une discussion sur l'éthique et la physique des stoïciens et les renvoie à leurs contradictions et paradoxes. Le traité est extrêmement proche des Contradictions Stoïciennes[75].
73. Qu'il est impossible de vivre heureux en suivant les préceptes d'Épicure (Ότι ουδέ ηδέως ζην έστιν κατ' Επίκουρον - Non posse suaviter vivi secundum Epicurum), Planude no 43
74. Contre Colotès (Προς Κωλώτην - Adversus Colotem), Planude no 73. Pamphlet où Plutarque attaque Colotès, épicurien ayant écrit un traité à charge contre les autres écoles philosophiques, Sur le fait que la conformité avec les thèses des autres philosophes rend la vie impossible. La polémique est retournée par une réfutation platonicienne. Plutarque cite également plusieurs présocratiques[76].
75. Si l'on a raison de dire qu'il faut vivre caché (Ει καλώς είρηται το λάθε βιώσας - An recte dictum sit latenter esse vivendum), 1128 A – 1130 E, Planude no 44. Traité fragmentaire[note 2]. Comme le Contre Colotès, le traité attaque la doctrine de l'épicurisme, dont le mantra « vis caché »[77].
76. Sur la musique (Περί μουσικής - De musica), Planude no 39. Absent du catalogue de Lamprias. L'attribution à Plutarque est souvent refusée, le traité n'a pu être composé qu'après sa mort en raison du style[78] et de l'utilisation de Denys d'Halicarnasse le Jeune[79]. C'est le seul traité sur la musique de la Grèce antique qui ait susbisté, prenant la forme du dialogue sur le progrès, l'histoire, l'utilité et l'origine divine de la musique. Les sources, outre Denys, sont probablement Héraclide du Pont qui compila une Chronique de Sicyone, Lysias et principalement Aristoxène[80].

### Traités non-édités par Estienne
Plusieurs traités ne sont pas inclus dans le corpus rassemblés par Estienne.
- Les traités no 25 et no 26 de l'édition de Planude sont respectivement les biographies de Galba et Othon. Elles ne font pas partie des Vies parallèles mais ce sont les seules Vies des empereurs romains écrites par Plutarque qui furent conservées[81].
- Thomas Tyrwhitt découvre deux traités fragmentaires : Si le désir et la peine relèvent de l'âme ou du corps (De libidine et aegritudine ou Utrum animae an corporis sit libido et aegritudo) et Si ce qui est passible est une partie de l'âme (Utrum pars an facultas animi affectibus subiecta sit ou Quod in animo humano affectibus subjectum, parsne sit ejus an facultas)[82] respectivement no 77 et no 78 dans l'édition Teubner[83],[84].
- Le traité no 54 de Planude et absent du catalogue de Lamprias, Sur la vie et la poésie d'Homère, inauthentique[81].
- Le traité Origine des noms de fleuves, de montagnes et de ce qui s'y trouve (Περὶ ποταμῶν, De Fluviis ou De fluviorum et montium nominibus), souvent abrégé Des fleuves, est inclus dans le corpus des géographes grecs mineurs[85]. L'auteur explique l'origine géologique de plusieurs lieux à travers la mythologie, mais les histoires racontées semblent de son invention, avec des sources fictives selon Felix Jacoby, bien qu'il utilise aussi les Florilèges de Stobée et De mirabilium auscultationibus du pseudo-Aristote. C'est probablement le même auteur que le traité des Parallèles mineurs[86],[87],[88].

### Œuvres perdues et fragments
Plusieurs éditions de Plutarque (Loeb, vol. XV, Sandbach, vol. VII, Bernadakis, vol. VII) rassemblèrent les écrits authentiques parvenus en fragments ou cités, accompagné du numéro supposé au catalogue de Lamprias. Ces éditions incluent aussi les fragments des Vies et des Moralia qui ne peuvent être rattachés à un livre :
- Αίτίαι τών Άράτου Δτοσηυείων, Quaestiones de Arati signis (119)
- Εί ή τών μελλόντων πρόγνωσις ώΦέλμυος, An utilis sit praenotio futurorum
- Είς τά Ήσιόδρου Θηριαχά, Commentaria in Hesiodum, 87 fragments
- Commentaria in Nicandri Theriaca (120)
- Contra voluptatem
- Contra vires corporis
- Homericae exercitationes
- Quod mulieres etiam erudiendae sint
- De amore, transmis par Jean Stobée, peut-être des extraits de l'Eroticos[90]
- Sur la noblesse, Pro nobilitate (203), les fragments transmis par Stobée sont inauthentiques[91].
- De diebus, mentionné aux contradictions stoïciennes (150)
- De tranquillitate
- Pro pulchritudine
- De la colère (De ira) (93)
- Contra divitias
- De calumnia
- De Daedalis Plataeensibus (201)
- Epistola de amicitias (132)
- Sur la douleur
- De anima (209)
- Sur l'âme
- De venatione (216)
- De fabulis vel fabulosis narrationibus (46 ?)
- Institutio Trajani
- Des Stromates (mélanges), citées par Eusèbe, considérées comme inauthentiques[92],[93],[note 7].

Grâce au catalogue de Lamprias auquel se réfère la numérotation, plusieurs titres d'écrits composés par Plutarque sont connus :
- Platon et l'Académie : Sur l'argumentation par l'antilogie, 5 livres (45), Sur le fait que l'Académie issue de Platon est une (63), De la différence entre Pyrrhoniens et Académiciens (64), ces deux traités consécutifs visent les sceptiques[94], Que le monde est venu à l'existence selon Platon (66), Où sont les idées (67), Comment la matière participe des idées, qu'elle constitue les corps premiers (68), Défense du Théagès de Platon (70), Que la divination est sauvegardée par les académiciens (71 ?), peut être le même traité que Que la doctrine de l'Académie ne combat pas la divination (131), Conférences académiciennes (134), Sur le Connais-toi toi-même et Si l'âme est immortelle (177), peut être le même traité nommé Que l'âme est immortelle (226), Sur la matière (185), Sur celui qui suspend en tout son jugement est dans l'incapacité d'agir (210), Quel est le Télos selon Platon ? (221) et Comment nous jugerons de la Vérité ? (225)[95].
- Anti-épicuriens : Contre la doctrine d'Épicure concernant les Dieux (80), Sur les contradictions des Épicuriens (129), Sur ce qui dépend de nous, contre Épicure (133), Que les épicuriens tiennent des propos plus paradoxaux que les poètes (143), Florilèges et réfutations des Stoïciens et Épicuriens (148), Sur les genres de vie. Contre Épicure (159)[96].
- Anti-stoïciens :  Sur la justice, contre Chrysippe, 3 livres (59), Sur l'expérience commune, contre les Stoïciens (78), Raisons qui font errer les stoïciens (149), Sur le premier mode de conclusion, contre Chrysippe (152) et Sur ce qui est en notre pouvoir, contre les Stoiciens (154).
- Sur les autres philosophes : Commentaire d'Empédocle, 9 livres (43), Extraits de philosophes, 2 livres (50), Sur l'ouvrage de Théophraste, concernant les moments critiques en politique (53), Sur les principes premiers de Protagoras (141), Sur les dix tropes de Pyrrhon (158), Sur les premiers philosophes et leurs successeurs (184), Sur les Cyrénaïques (188), Sur la doctrine d'Héraclite (205) et Livres d'exercices préparatoires à la philosophie (223)[97]
- Compilations, recueils et listes : Trois livres de fable (46), Choix de texte des philosophes, en deux livres (50), À l'égard des cités, en trois livres (51), Quatre livres sur l'histoire qu'on néglige (54), Deux livres de proverbes (55), Stromates historiques et poétiques en 62 ou 66 sections (62), Apomnemoneumata (125), Histoires parallèles grecs et romains (128), Sur les proverbes des Alexandrins (142), Sur les dates (152 et 200), recueils d'Aitiai (160, 161, 166, 167), Sur les hommes célèbres (168), Solutions de problèmes (170), Collection d'oracles (171), Epitomé de science naturelle (183), Aitiai de science naturelle (218)[98].
- Sur Homère : Études Homériques (42) et Sur le temps de l'Illiade (123)[81]

## Classements
Face à la diversité des traités et l'objectivité des classements de Planude et d'Estienne, il fut souvent tenté de catégoriser les Moralia, en sachant que ce genre d'opérations est considérée comme délicate face à la typologie de l'œuvre. L'helléniste Konrat Ziegler (de) les classa en onze catégories, suivant les sujets abordés (entre crochets, les écrits qu'il considère comme apocryphes) :
- Dissertations rhétoriques, épidictiques et sophistiques : Sur la fortune des romains, Sur la fortune ou la vertu d'Alexandre, Sur la fortune, [Sur le destin], Sur la gloire des Athéniens, Sur l'utilité comparée de l'eau et du feu, Si la vertu peut s'enseigner, Si le vice suffit pour rendre l'homme malheureux, Si les affections de l'âme sont plus funestes que celles du corps.
- Psychologie animale : Sur l'usage de manger de la viande, Sur l'intelligence des animaux, Sur la raison que l'on peut attribuer aux bêtes, Sur l'amour de la progéniture.
- Philosophie, ouvrages polémiques : Sur la création de l'âme dans le Timée de Platon, Questions platoniciennes, De la passion et de la tristesse, De l'âme, Contre Colotès, De l'impossibilité de vivre heureux en suivant Épicure, De la vie cachée, Des contradictions stoïciennes, Sur les notions communes, Que les stoiciens disent des choses plus absurdes que les poètes
- Morale : De la vertu morale, De la vertu et du vice, Des progrès dans la vertu, Du contrôle de la colère, De l'envie et de la haine, De la curiosité, Du bavardage, De l'amour des richesses, Il ne faut pas s'endetter, De la fausse honte, Comment se louer soi-même sans exciter l'envie, De la tranquillité de l'âme, Préceptes en vue de conserver la santé, Préceptes conjugaux, Consolation à sa femme, [Consolation à Apollonios], Sur l'amour, Histoires d'amour, De l'amour fraternel, Du flatteur et de l'ami, De la pluralité d'amis, De l'utilité des ennemis.
- Pédagogie : Sur la manière de lire les poètes, Comment écouter, [Sur l'éducation des enfants], [Sur la noblesse], [De la musique].
- Politique : Préceptes politiques, De l'exil, Si un vieillard doit s'occuper des affaires publiques, Que le philosophe doit s'entretenir avec les princes, A un prince ignorant, De la monarchie, de la démocratie et de l'aristocratie.
- Théologie : De la superstition, Du démon de Socrate, Sur Isis et Osiris, Sur les délais de la justice divine, Sur la disparition des oracles, Sur l'E de Delphes, Sur les oracles de la Pythie.
- Physique et cosmologie : Sur la face de la lune, Du froid primitif, Causes physiques.
- Érudition et histoire : Prouesses de femmes, Questions romaines, Questions grecques, Apophtegmes de rois et de généraux, Apophtegmes laconiens, Parallèles mineurs, [Des fleuves]
- Critique historique et littéraire : Sur la malignité d'Hérodote, Comparaison d'Aristophane et de Ménandre, [Sur la vie et la poésie d'Homère]
- Inclassables, traités abordant plusieurs sujets : Banquet des sept sages, Propos de Table

La classification de Ziegler fut souvent reprise mais suscita des critiques, sur la section des traités inclassables et la pertinence de la catégorisation qui fait séparer la politique, la physique, la morale, la pédagogie et la philosophie. Le spécialiste de Plutarque Italo Gallo (it) tenta une nouvelle classification, en se basant sur la forme littéraire : 
- Déclamations
- Traités
- Dialogues
- Consolations
- Collection de récits et légendes
- Collection de mots et anecdotes
- Problemata-Literatur, questions-réponses proche des Problèmes
- Biographies historiques

Ce classement reste néanmoins perfectible car les catégories concernent des traités assez hétérogènes. Les paramètres devraient être croisés avec d'autres données pour obtenir une meilleure catégorisation.

## Référence